# Georg Simon Ohm
Georg Simon Ohm (Erlangen, 1789. március 16. – München, 1854. július 6.) német fizikus és matematikus.

## Életpályája
Bajorországi kispolgári családba született; ősei több generáción át lakatosok voltak. Maga Ohm is iparoslegényként vándorolt, és vizsgát tett a céhben. 1817-ben kezdett tanítani a kölni gimnáziumban, ahol a matematika és fizika tanára volt. 1826-ban ismertette először az általa felfedezett és róla Ohm-törvénynek nevezett fizikai törvényszerűséget, amely egy elektromos vezetékszakaszon átfolyó áram erőssége és a rajta eső feszültség összefüggését adja meg. 1828 és 1832 között a berlini hadiiskolában tanított. 1830-tól foglalkozott a  hangtannal. 1833-tól a nürnbergi műegyetem igazgatója volt.
1849-ben a müncheni egyetemen a fizika rendkívüli, majd 1852-ben rendes tanára lett. 1837-ben Pouillet a francia akadémiának két művet adott át, amelyek Ohm írása alapjain készültek. Ezáltal a tudományos külföld figyelme a német tudós felé fordult: a sokat vitatott mű a Taylor és Scientific Mémoirs II. kötetében jelent meg, angol fordításban, a Royal Society pedig az ünnepelt tudóst a Copley-éremmel ajándékozta meg, és kültagjai sorába választotta.

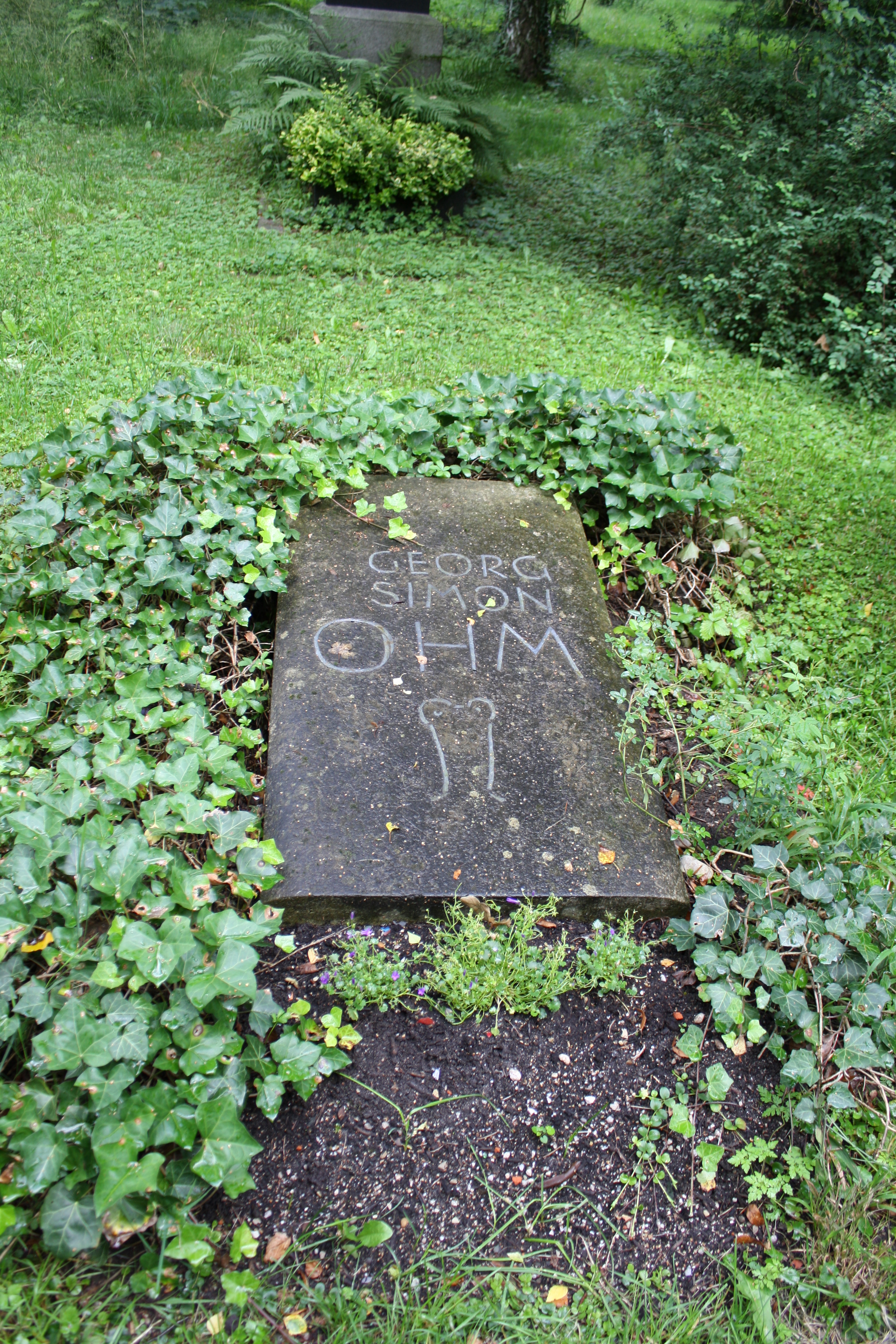
A sírköve

Münchenben halt meg, 1854. július 6-án.

## Művei
- Az első könyve 1817-ben jelent meg Erlangenban Grundlinien zu einer zweckmässigen Behandlung der Geometrie als höheren Bildungsmittels címen.
- Ezután a galvánláncról néhány értekezést közölt, nevezetesen:
  - Vorläufige Anzeige des Gesetzes, nach welchem Metalle die Contact-Elektricität leiten (Schweigg. Journ. XLIV. és Pogg. Ann. IV. 1825);
  - Bestimmung dieses Gesetzes, nebst einem Entwurfe zu einer Theoried. Voltaischen Apparates (Schweigg. XLVI. 1826);
  - Theorie der elektroskopischen Erscheinungen der Säule (Pogg. Ann. VI. VII. 1826). E munkálatok
- Kutatásait matematikai elméletbe öntötte  Die galvanische Kette mathematisch bearbeitet című művében.
- 1830-ban Ohm működését más irányban a hangtan terén, folytatta. 1843-ban már meg is jelent egy dolgozat, amely a tudósnak e téren kivitt sikereit foglalta magába és melynek címe: Ueber die Definition des Tons und die Theorie der Sirene und ähnlicher tonbildender Vorrichtungen (Pogg. Ann. LIX. köt. 513. old.).
- 1849-ben Beiträge zur Molecularphysik (Nürnberg) című műve jelent meg. Bár Ohm több kötetből álló sorozatot tervezett, művét nem fejezte be; második kötete, amely a Dynamik der Körpergebilde címet viseli, csak kéziratban van meg, a harmadikat és negyediket pedig, melyek a tulajdonképpeni fizikai vizsgálatokat foglalták volna magukban, Ohm meg sem írta.
- 1852-ben jelent meg Erklärung aller in einaxigen Krystallplatten zwischen geradlinig polarisirtem Lichte wahrnehmbaren Interferenz-Erscheinungen (Denkdschr. d. Münch. Ak., VII. köt., 1. és 2. rész) című munkája.
- Müncheni egyetemi előadásait Grundzüge der Physik (Nürnberg, 1854) c. művében írta le.